# 拓跋粟
拓跋粟（？—？），追尊魏昭成帝拓跋什翼犍曾孙，彭城公拓跋勃长子，北魏宗室、官员。

## 生平
拓跋粟承袭了父亲拓跋勃的爵位彭城公，在魏太武帝拓跋焘时期都督各路军队驻扎在大漠以南。拓跋粟诚实正直，善于统帅部众，安抚体恤将领士兵，必定与他们同劳苦安逸。在征讨和龙后，拓跋粟于延和三年（434年）三月以功劳进封为彭城王。拓跋粟去世后，陪葬于金陵。

## 家庭

### 兄弟
- 拓跋浑，北魏宰官尚书